# Bálint Tóth (Mathematiker)
Bálint Tóth,  (* 1955) ist ein ungarischer Mathematiker, der sich mit Stochastik und statistischer Physik befasst.
Toth studierte Physik an der Universität Bukarest mit dem Diplom 1980 und wurde 1988 bei der Ungarischen Akademie der Wissenschaften in Budapest in Mathematik bei Domokos Szász promoviert (Dissertation: On Dynamical Theories of Brownian Motion: Mechanical and Probabilistic Models). 1999 habilitierte er sich in  Budapest (Doktortitel im osteuropäischen System). Er war 1982 bis 1998 am Mathematischen Institut der Ungarischen Akademie der Wissenschaften (Alfred Renyi Institut) mit Unterbrechung von 1989 bis 1991, als er Lecturer an der Heriot-Watt University war. 1998 bis 2017 war er Professor an der TU Budapest (wo er bis 2012 die Abteilung Stochastik leitete). Seit 2012 ist er außerdem Heilbronn Professor an der Universität Bristol und seit 2017 auch wieder am Alfred Renyi Institut.
Er befasst sich mit Irrfahrten (unter anderem solche mit Selbst-Wechselwirkung und zentralen Grenzwertsätzen) und stochastischen Prozessen und klassischer und quantenmechanischer statistischer Physik (unter anderem verschiedene hydrodynamische Grenzwerte von Systemen der statistischen Mechanik, mikroskopische Modelle Brownscher Bewegung, Quanten-Spin-Systeme). Er veröffentlichte unter anderem mit Wendelin Werner.
2000 war er eingeladener Sprecher auf dem Europäischen Mathematikerkongress in Barcelona (Self-interacting random motions). Für 2018  ist er eingeladener Sprecher auf dem Internationalen Mathematikerkongress in Rio de Janeiro. 2016 bis 2018 ist er Herausgeber der Annals of Applied Probability und 2009 bis 2011 des Electronic Journal of Probability.
Er war Gastprofessor an der École normale supérieure (Paris), am Institut Henri Poincaré und der Universität Marseille und Gastwissenschaftler am IMPA in Rio, am Mittag-Leffler-Institut, am Landau-Institut der Lomonossow-Universität (1985), am CWI in Amsterdam und am Forschungszentrum BIBOS in Bielefeld.
2010 erhielt er die Szele Tibor Medaille der ungarischen mathematischen Gesellschaft (Janos Bolyai Gesellschaft) und 2009 das Ritterkreuz der Republik Ungarn, das er aber im August 2016 zurückgab aus Protest dagegen, dass der nationalistische, rassistische Publizist Zsolt Bayer das Ritterkreuz von Viktor Orbán erhielt. 1994 erhielt er den Paul Erdös Preis und 2003 den ungarischen Akademie-Preis. Er ist seit 2016 Mitglied der Academia Europaea.

## Schriften (Auswahl)
- Generalized Ray-Knight theory and limit theorems for self-interacting random walks, Annals of Probability, Band 24, 1996, S. 1324–1367.
- True self-avoiding walks with generalized bond repulsion on Z, Journal of Statistical Physics, Band 77, 1994, S. 1994, S. 17–33.
- True self-avoiding walk with bond repulsion on Z: limit theorems, Annals of Probability, Band 23, 1995, S. 1523–1556.
- Herausgeber mit Pál Révész : Random Walks -- A Collection of Surveys, Bolyai Society Mathematical Studies, Band 9, 1999 (darin von Toth: Self-interacting random motions, S. 349–384)
- No more than three favourite sites for simple random walk, Annals of Probability, Band 29, 2001, S.  484–503, Arxiv